# Acoperișul Auriu

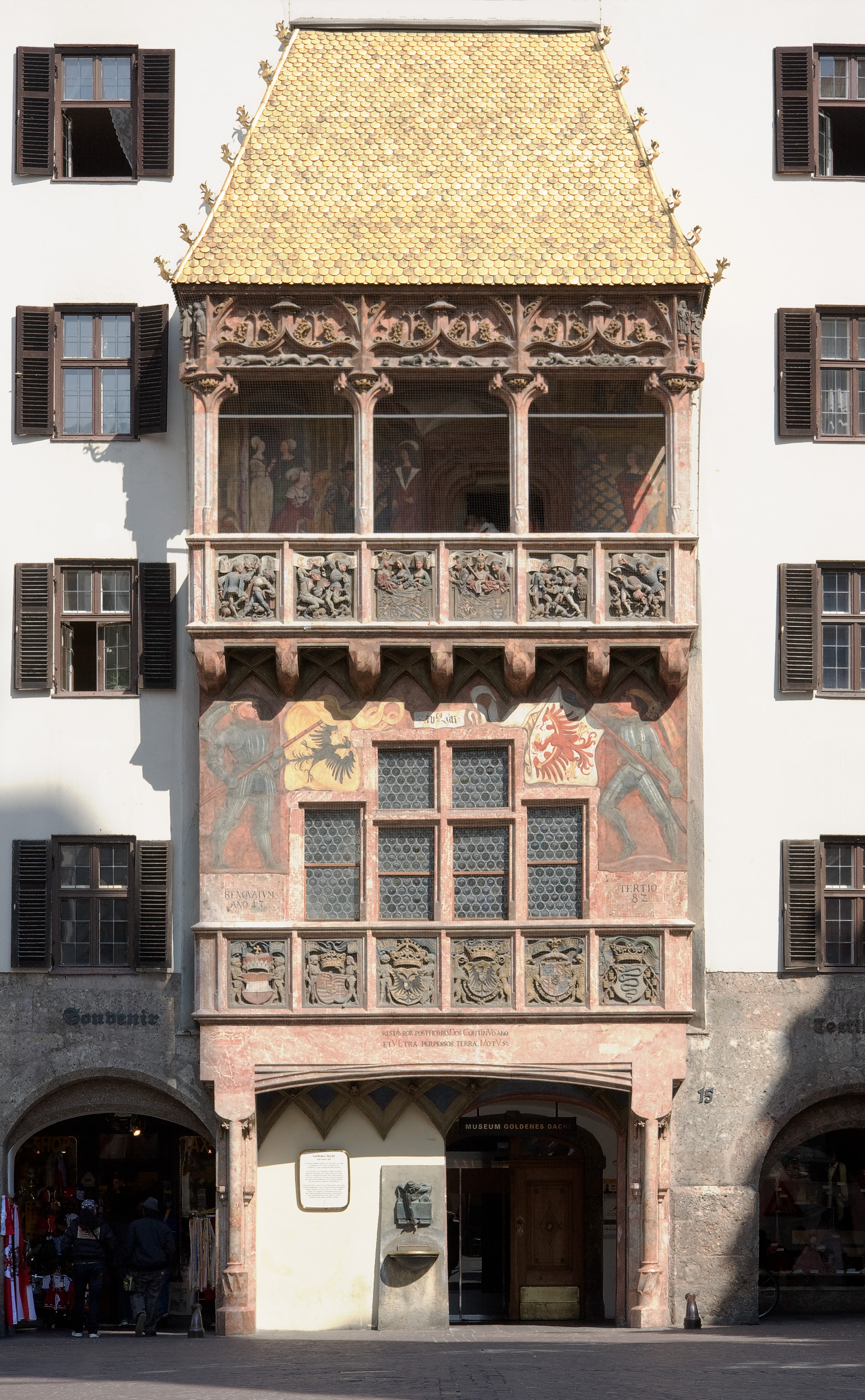
Acoperișul Auriu

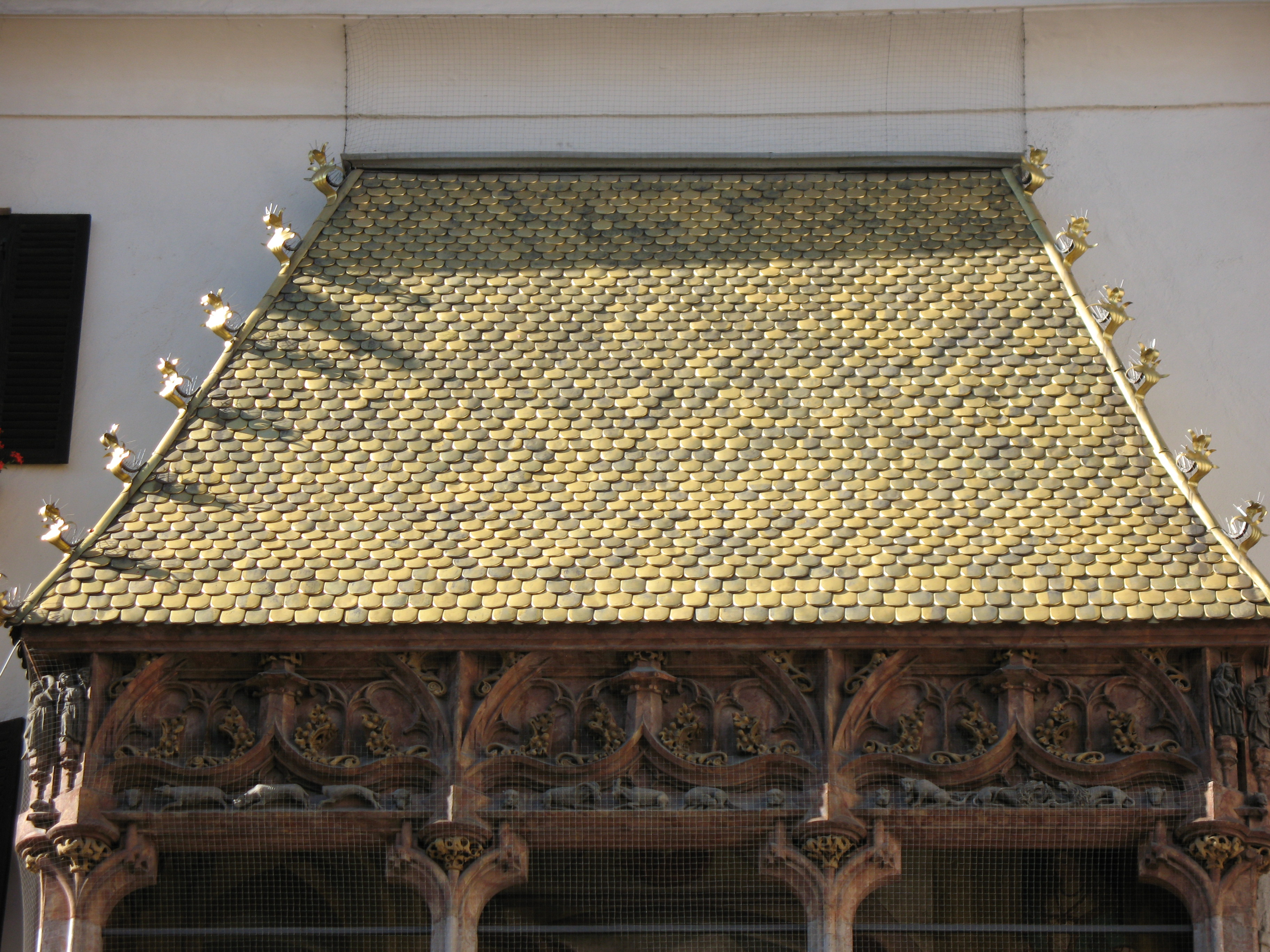
Vedere din apropiere a Acoperișului Auriu

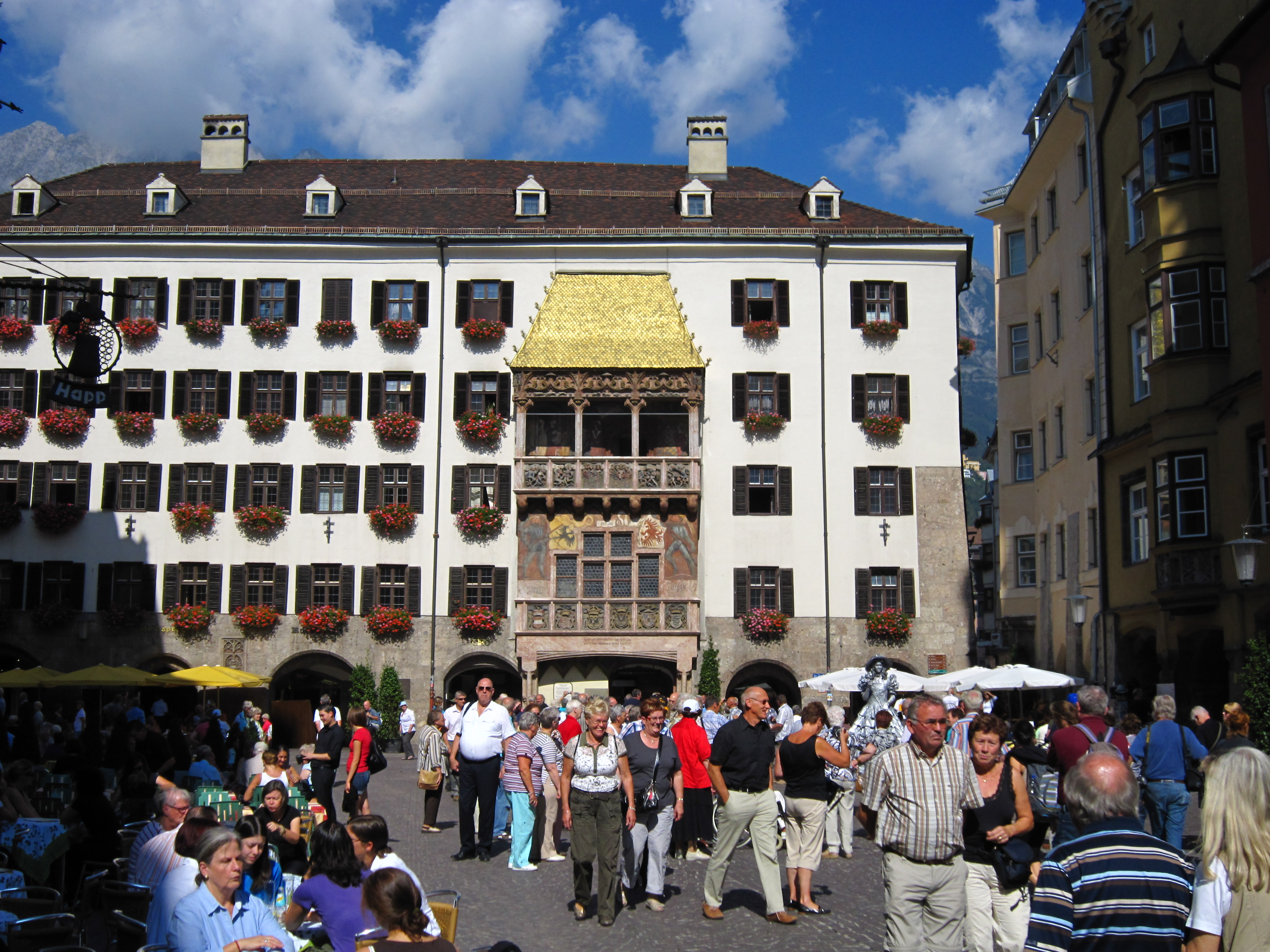
Acoperișul Auriu văzut de pe Herzog-Friedrich-Straße

Acoperișul Auriu (în germană Goldenes Dachl) este o clădire cu bovindou în stil gotic târziu, situată în centrul orașului vechi Innsbruck (Austria) și este considerat o emblemă a localității. Acoperișul bovindoului a fost decorat cu 2657 plăci de cupru aurite în foc din porunca regelui german și viitorului împărat Maximilian I.

## Istoric
Clădirea a fost construită în anul 1420 de către Frederic al IV-lea, duce al Austriei (1402-1439) și conte de Tirol (1406-1439), ca reședință („Neuhof”) a conților suverani din Tirol. Pentru a sărbători sosirea anului 1500, regele german și viitorul împărat Maximilian I i-a comandat lui Niklas Türing cel Bătrân să construiască un bovindou adosat palatului ducal. Regele Maximilian dorea să stea în balcon și să privească spectacolele, competițiile și alte manifestări ce aveau loc în piața din fața clădirii. Lucrările de construcție s-au desfășurat în perioada 1497/1498-1500. Bovindoul are trei etaje și a fost construit în piața centrală a orașului vechi. 
Finalizat la începutul secolului al XVI-lea, Acoperișul de Aur s-a dorit să fie un omagiu dedicat împăratului Maximilian. El a fost reprezentat alături de cea de-a doua sa soție, Bianca Maria Sforza, fiica ducelui de Milano. Nedorind să-și înstrăineze aliații câștigați prin prima sa căsătorie, cu ducesa Maria de Burgundia (decedată în 1482), împăratul a dispus reprezentarea sa între cele două femei pictate pe balcon.
Fațada balconului este bogat decorată cu reliefuri ce reprezintă blazoanele celor opt țări ale împăratului Maximilian. Basoreliefurile îi reprezintă pe Maximilian I cu cele două soții, cancelarul, bufonul, menestreli și steme (gravurile originale se află în Tiroler Landesmuseum).
Jakob Hutter, fondatorul și predicatorul sectei anabaptiste, a fost ars pe rug în fața clădirii cu acoperiș auriu la 25 februarie 1536 (în timpul domniei arhiducelui Ferdinand, nepotul lui Maximilian I) pentru convingerile și activitățile sale anabaptiste.
Clădirea a fost renovată în 1782, pentru a treia oară, după cum indică o inscripție în limba latină de pe fațada bovindoului: „Renovatum tertio ano 1782. Restauror posthorrendos continuo ano et ultra perpessos terraemotus”.
În 1996 a fost stabilit în clădire Muzeul Maximilianeum, care a fost redeschis în 2007, după lucrări de extindere și renovare, ca Museum Goldenes Dachl. În clădire se mai află și Arhivele orașului Innsbruck.
Din ianuarie 2003, clădirea găzduiește și Secretariatul Permanent al Convenției Alpine Internaționale. Convenția Alpină este o coaliție de opt țări alpine unite de angajamentul comun de a susține dezvoltarea durabilă în Alpii Europeni. Un muzeu, Maximilianum, este, de asemenea, incluse în clădire, precum și Innsbruck Arhivele orașului.
Acoperișul Auriu a dat numele Concursului Internațional Golden Roof, o competiție de atletism care are loc în fiecare an în fața clădirii.

## Altele
La 1 februarie 1960, Poșta Austriacă a reprezentat această clădire pe un timbru de uz curent din seria de timbre dedicate monumentelor austriece; timbrul avea valoarea de 6,40 șilingi.

## Imagini

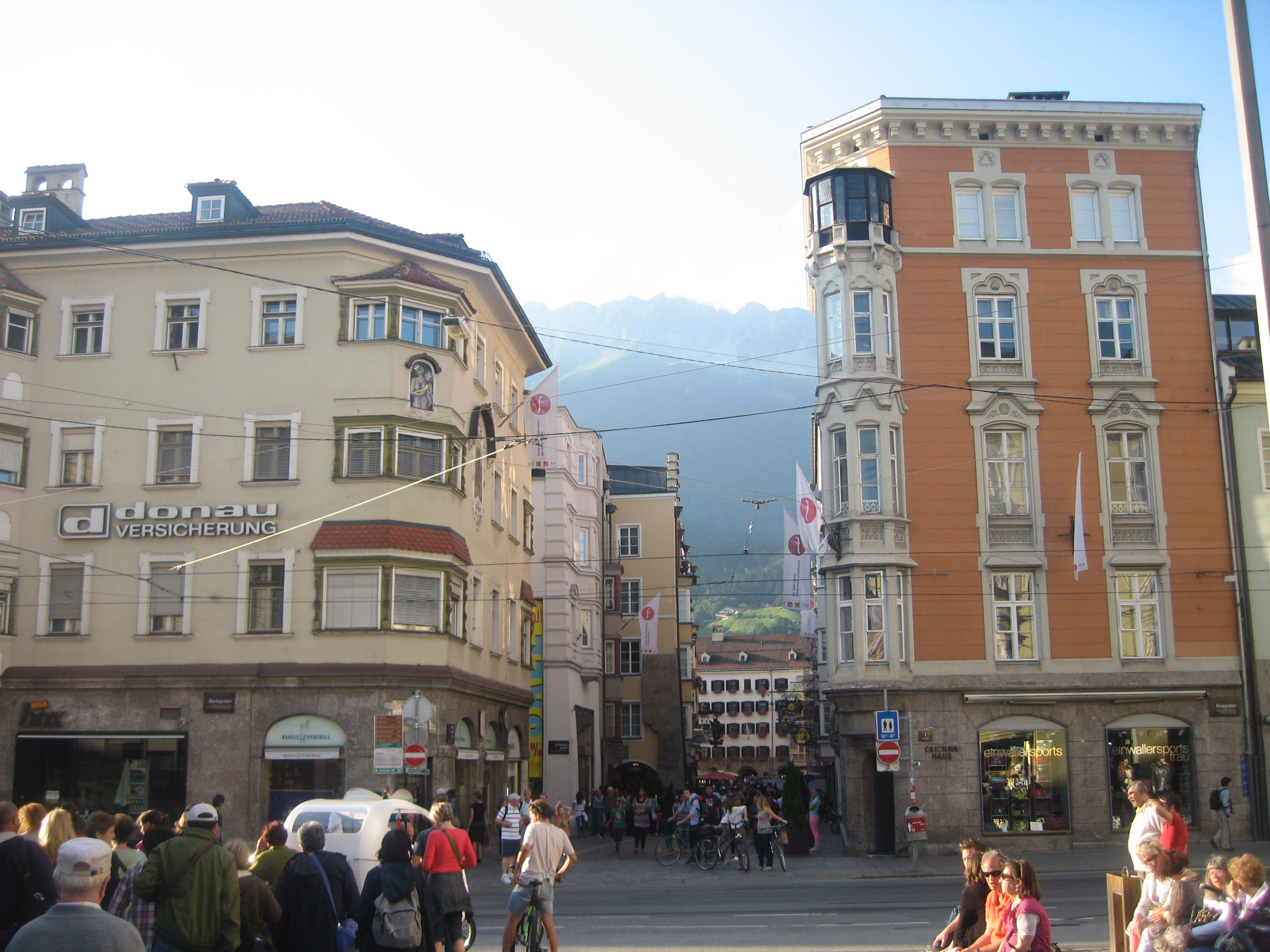
Acoperișul Auriu în capătul străzii Herzog-Friedrich-Straße
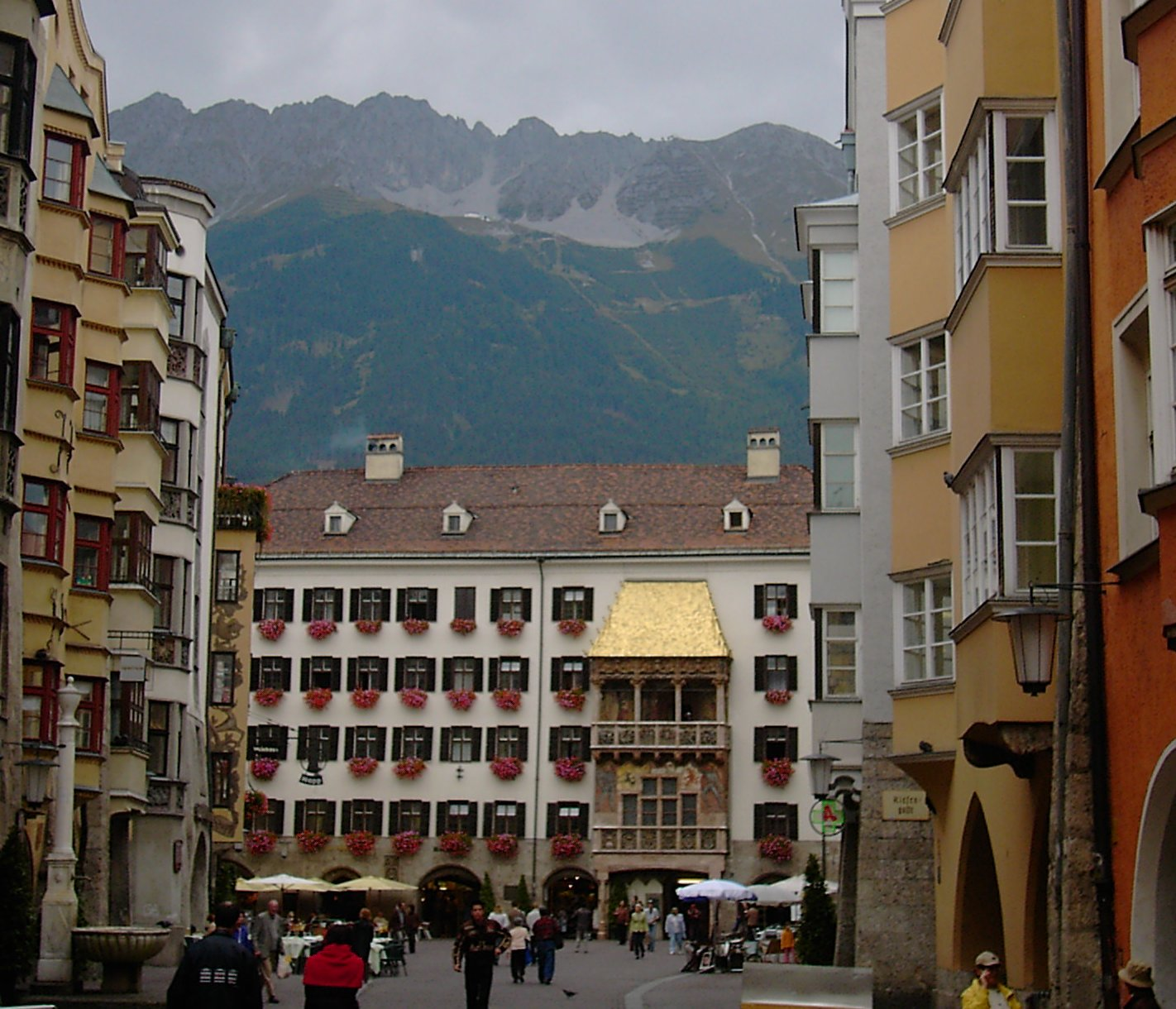
Acoperișul Auriu și Munții Alpi
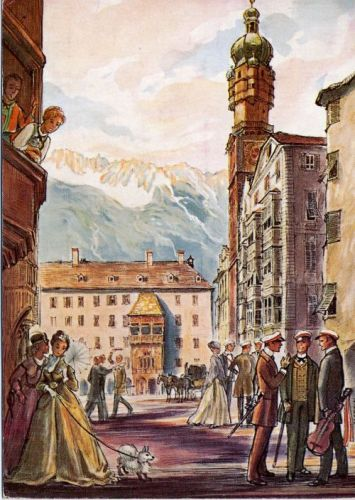
Ilustrată în culori
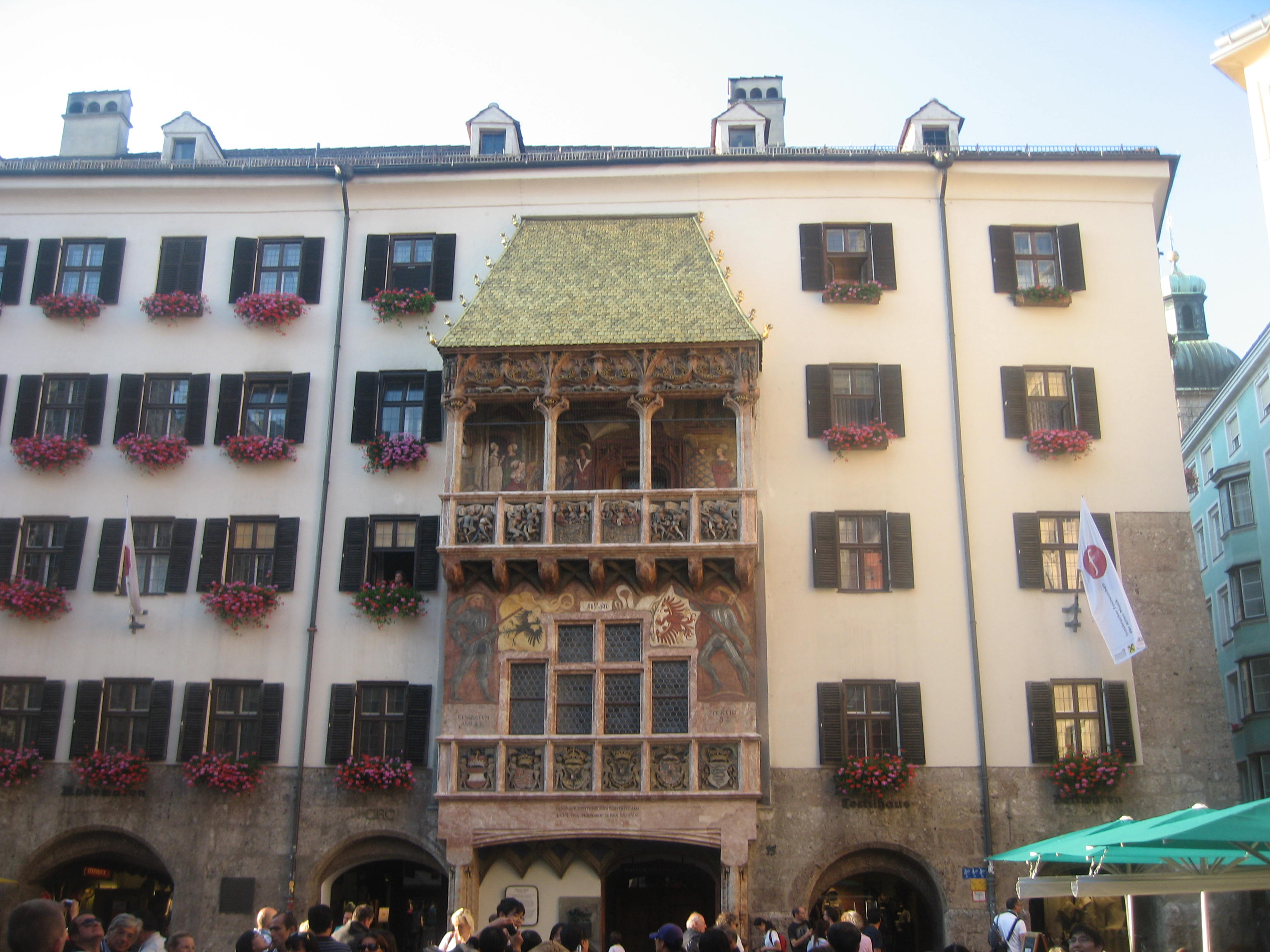
Acoperișul Auriu
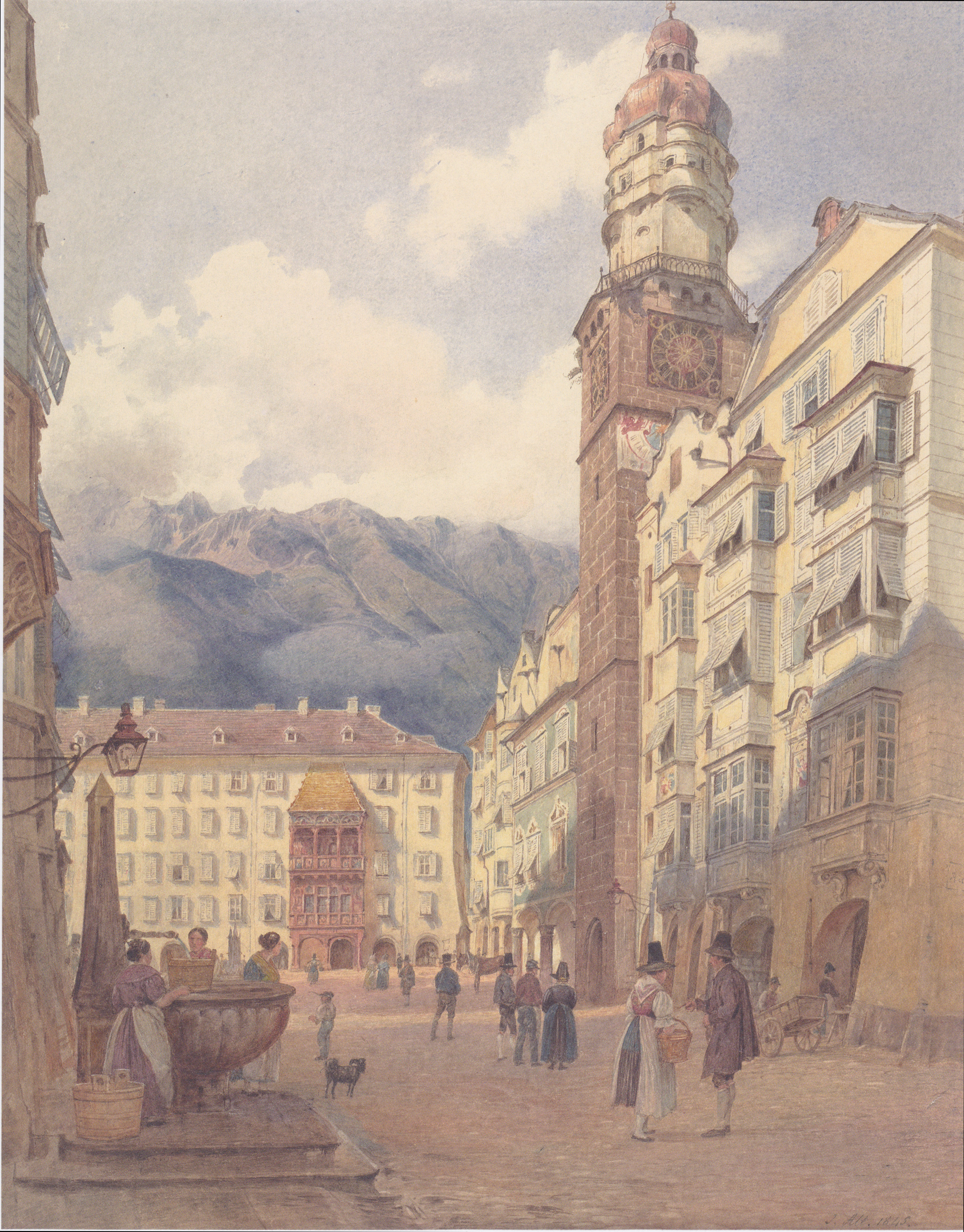
Pictură de Jakob Alt (1845)
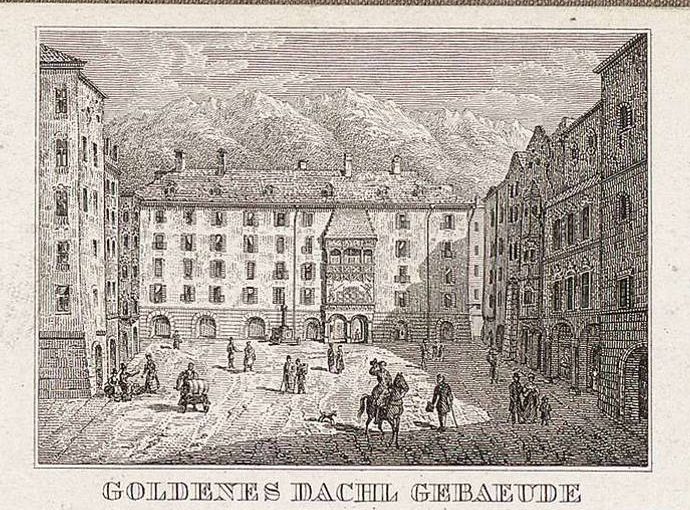
Litografie din secolul al XIX-lea
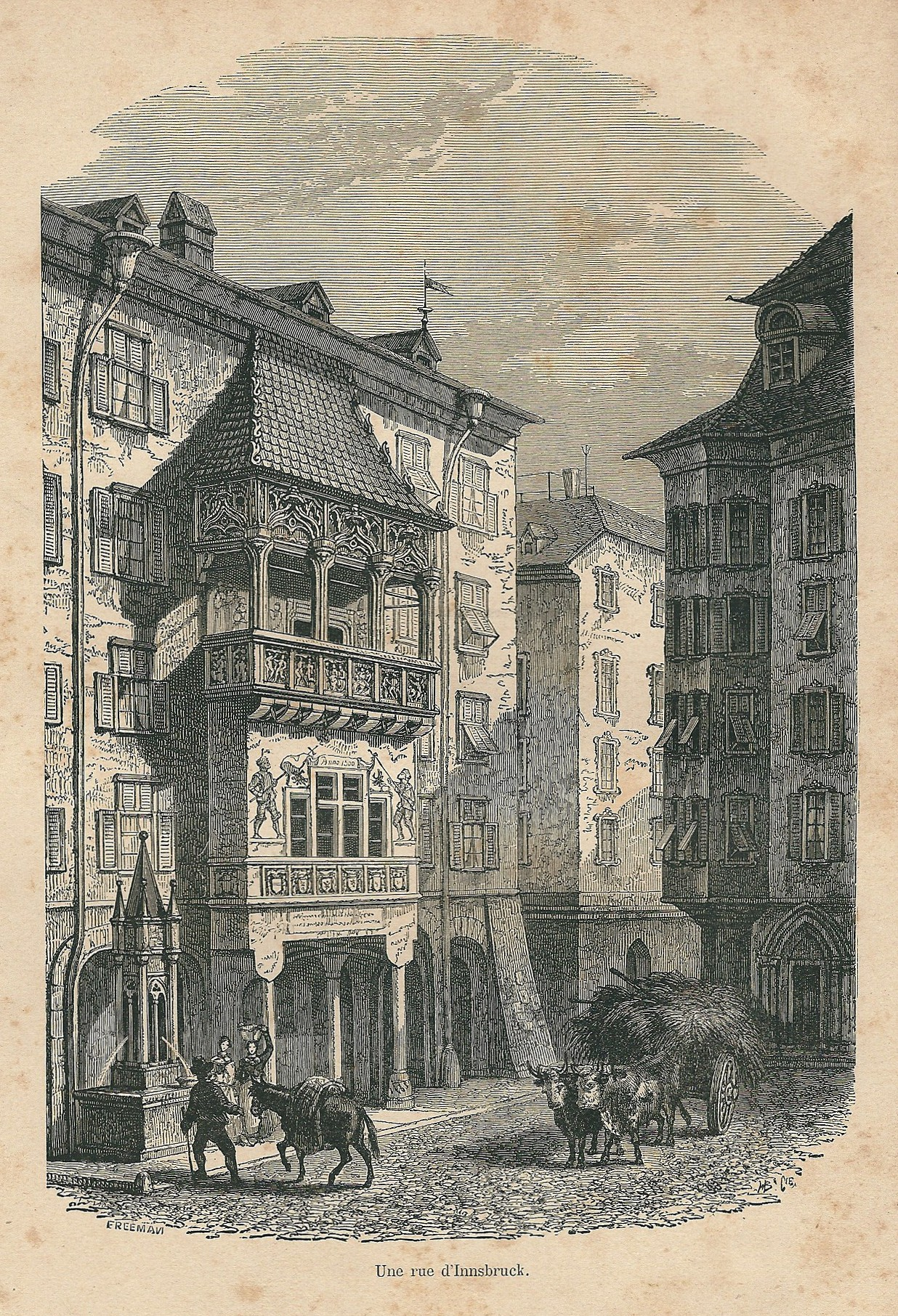
Litografie de Maurice Grandjean (1893)
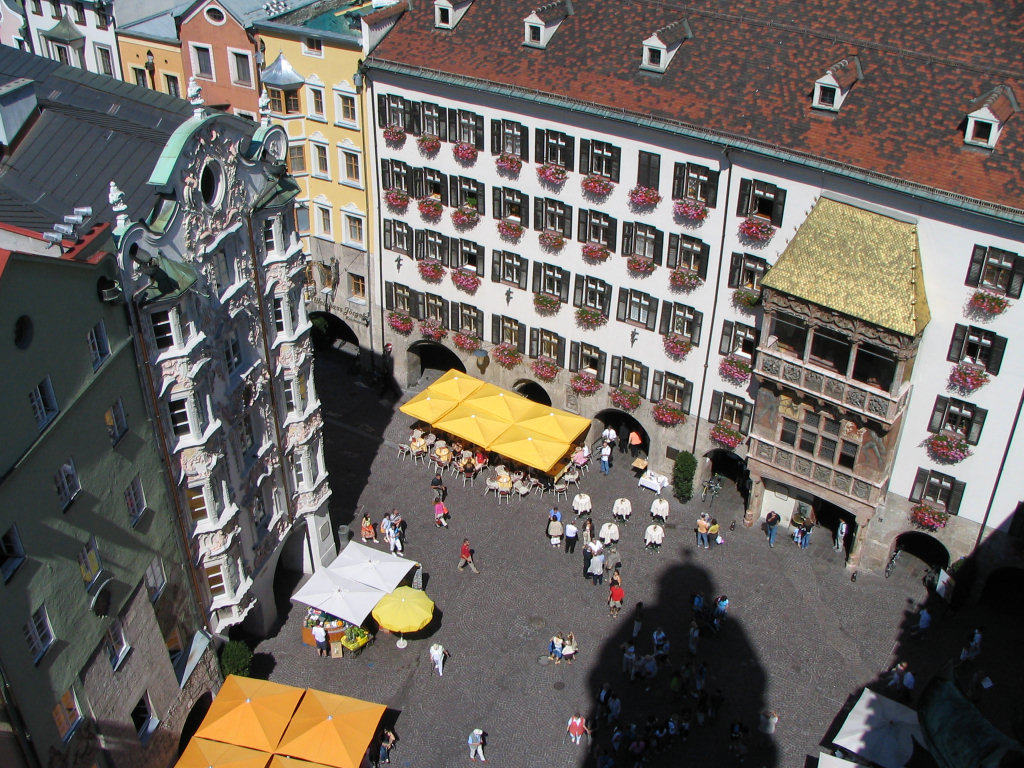
Acoperișul Auriu și piața din fața clădirii